# Eupilaria incana
Eupilaria incana är en tvåvingeart som beskrevs av Alexander 1949. Eupilaria incana ingår i släktet Eupilaria och familjen småharkrankar. Inga underarter finns listade i Catalogue of Life.